# East Rockhill
East Rockhill è una township degli Stati Uniti d'America, nella contea di Bucks nello Stato della Pennsylvania. Secondo il censimento del 2010 la popolazione è di 5.706 abitanti.

## Società

### Evoluzione demografica
La composizione etnica vede una maggioranza di quella bianca (97,19%), seguita dagli afroamericani (0,81%) dati del 2000.
| township di East Rockhill Popolazione |       |
| 2000                                  | 5.199 |
| 2010                                  | 5.706 |